# Персан (Валь-д’Уаз)
Персан (фр. Persan) — муниципалитет во Франции, в регионе Иль-де-Франс, департамент Валь-д'Уаз. Население — 10 138 человек (2006).
Муниципалитет расположен на расстоянии около 34 км севернее Парижа, 20 км северо-восточнее Сержи.

## Демография
Динамика населения (Cassini и INSEE):